# Саая, Сарыг-оол Шогжут-оолович
Сарыг-оол Шогжут-оолович Саая (1937—1992) — пейзажист, жанрист и портретист, член Союза художников СССР, лауреат премии комсомола Тывы. Один из ведущих живописцев Тывы.

## Биография
Саая Сарыг-оол Шогжут-оолович родился 20 сентября 1937 года в местечке Каргы Монгун-Тайгинского хошуна Тувинской Народной Республики. Увлечение рисованием в школьные годы, затем преподавание изобразительного искусства в школах Бай-Тайги и Тоджи помогло овладеть основами рисунка и живописи. В 1959 году Сарыг-оол Шогжут-оолович Саая поступил в Иркутское училище искусств на художественное отделение. В это время рядом с ним жили и работали такие выдающиеся художники Сибири, как А. И. Вычугжанин, А. И. Алексеев. После окончания в 1964 году училища Сарыг-оол Шогжут-оолович Саая работал сначала художником в Кызылском народном театре юных зрителей, затем в Тувинских художественных мастерских Художественного Фонда РСФСР, постоянно участвует на местных республиканских выставках.

## Творчество
В 1967 году работу «Осень в верховьях Каргы» закупает Дирекция художественных выставок Художественного фонда РСФСР. В 1966—1968 гг, он создаёт произведение «Сельские музыканты», которое было выставлено на зональной выставке «Сибирь социалистическая» в городе Красноярске (1970 г) и хранится в фондах нашего музея. В 1970 году пейзаж «Монгун-Тайга» отправляется в фонд художественного музея г. Красноярска. Все это вдохновляет художника на создание сюжетных, исторических, композиционных полотен: «Первые комиссары просвещения», «Национальная борьба хуреш», «Памятники старины», «Материнство», «На перевале». Он — автор очень многих портретов: портрет сказителя, портрет камнереза Б.Байынды, майора Б.Байыра, жены, дочери и др. Великое множество женских портретов. Он их дарил, показывал на выставках, отдавал тем, кого писал, оставлял в своей мастерской. Особую роль в тематических картинах Сарыг-оола Шогжут-ооловича Саая приобретает пейзаж, живописные портреты, а также искусство великого русского художника Николая Рериха и внимательно изучал его творчество. [Он был близок ему по мировоззренческому отношению к природе как к «приюту духа», который даст силы, если человеку «удастся слиться с природой духовно, впитать духовно красоты её» по композиционным построениям живописных планов в картинах. Сарыг-оол Саая обращался к созданию образа любимого художника в картинах «Экспедиция Н. Рериха в Центральной Азии» (1978, 1979), «Рерих в Тибете» (1978, 1983—1984). В этих работах Сарыг-оола человек и природа показаны как единая целостность, как универсум, все части которого несут на себе печать этой целостности, составляя некий организм, а не механическое соединение частей. Для созданных образов характерны некая отрешённость и поэтичность. Художник «прямо трактует о живых существах и личностях или говорит о неживом» так, что видна его «изначальная одушевляющая и одухотворяющая точка зрения». Автор изображает Н. К. Рериха и возглавляемый им экспедиционный караван в окружении высоких серебристо-фиолетовых гор Тибета]. Серия полотен — «Прекрасная страна Монголия», «Монгольская мать», «У водопада», «Дацан монахов» — экспонировались на выставке «Дорогами дружбы», побывавшей в Кызыле, Москве, Улан-Баторе, Улангоме. Последней выставкой С. Саая был вернисаж 1991 года «По Мексике». На ней были мексиканская мать, мексиканские пейзажи, и мексиканская действительность.

## Основные выставки
1. Тувинская республиканская выставка работ художников и мастеров прикладного искусства. Посвящается 50-летию Великого Октября 1967 г., г. Кызыл.
2. Республиканская выставка художников и мастеров прикладного искусства, посвящённая 50-летию Ленинского комсомола 1968 г., г. Кызыл.
3. Выставка произведений художников автономных республик РСФСР 1971 г., г. Москва.
4. Художники Урала, Сибири, Дальнего Востока 1971 г., г. Москва.
5. Республиканская художественная выставка молодых художников, посвященная 50-летию СССР 1972 г., г. Кызыл.

## Основные произведения
1. Академическая дача. Х. м. 98х89.
2. Во имя жизни (эскиз к картине). Х. м. 95х63.
3. Женский портрет. К. м.87х75.
4. Мать. Х., м. 66х110.
5. Натюрморт. К. м. 48х35.
6. Окраина Кызыла. Х., м.75х48.
7. Партизаны. Х., м. 90х64.
8. Пейзаж с сарлыками. 1971 г. Х., м. 105х135.
9. Ранняя весна (этюд). К., г. 35х54.
10. Сельские музыканты. 1967 г. Х., м. 95х210.

## Награды и звания
- лауреат премии комсомола Тувы (1978)
- Депутат Кызылского городского Совета народных депутатов